# Japan-Saibling
Der Japan-Saibling (Salvelinus leucomaenis) ist eine Lachsfischart aus der Gattung der Saiblinge, die im Nordwestpazifik und angrenzenden Inlandgewässern verbreitet ist.

## Beschreibung
Der Japan-Saibling erreicht eine Gesamtlänge von 35 cm bei im Inland lebenden Exemplaren und 70 cm im Meer. Das größte gemessene Tier erreichte eine Gesamtlänge von 120 cm und das maximal gemessene Gewicht lag bei 15 kg. An den Körperseiten befinden sich weiße Punkte. Wie andere Lachsfische weist die Art eine Fettflosse auf.

## Lebensweise
Der Japan-Saibling lebt in einer Tiefe von bis etwa 50 m. Die Art teilt sich auf in eine anadrome, die meiste Zeit im Meer lebende und eine im Inland lebende Form. Erstere schwimmen ab einem Alter von zwei Jahren ins Meer und kehren zum Laichen wieder in die Inlandsgewässer zurück. Die Inlandsform bevorzugt kühles Süßwasser mit Temperaturen unter 15 °C. Die Nahrung der Saiblinge besteht vor allem aus Insekten und Plankton. Die Männchen erreichen die Geschlechtsreife ab einem Jahr, die Weibchen ab zwei Jahren. In Hokkaidō liegt die Laichzeit zwischen Ende September und Mitte Oktober, während sie weiter südlich in Honshū von Oktober bis November dauert. Das Laichen erfolgt auf dem Kiesboden der Oberläufe von Flüssen. Nach dem Laichen sterben die Fische nicht wie beim Lachs, sodass sie mehrere Jahre lang wiederholt laichen können. Sie werden bis zu neun Jahre alt.

## Verbreitungsgebiet und Gefährdungsstatus
Das Verbreitungsgebiet liegt im Nordwestpazifik in und um Japan, der Süd- und Ostseite der koreanischen Halbinsel und nach Norden an der russischen Küste und Sachalin, den Kurilen und Kamtschatka.
Die Saiblinge werden kommerziell gefangen. Für die Art gibt es Stand 2023 noch keine Gefährdungseinstufung der IUCN. In Japan ist eine Unterart Salvelinus leucomaenis imbrius (jap. Gogi) auf der nationalen Roten Liste gefährdeter Arten als gefährdet eingestuft. Für Salvelinus leucomaenis pluvius (jap. Nikkō-Iwana) gibt es keine ausreichende Datenlage (data deficient) für eine Einstufung. Bei einer dritten Unterart Salvelinus leucomaenis japonicus (jap. Yamato-Iwana) wird eine Population auf der Kii-Halbinsel als gefährdet gelistet. Diese Unterarten sind nicht allgemein akzeptiert.